# Max Dax
Max Dax, teilweise Maximilian Dax, geboren als Maximilian Bauer (* 1969 in Kiel) ist ein deutscher Publizist, Journalist, Fotograf und Grafiker.

## Leben und Wirken
Max Dax gründete 1992 mit der Zeitschrift Alert die erste Zeitschrift im deutschsprachigen Raum, deren Textbeiträge ausschließlich aus Interviews bestehen. Angelehnt an Andy Warhols Zeitschrift Interview, beleuchten die ausführlichen, nicht in konfrontativem Stil geführten Interviews das Leben und Wirken der jeweiligen Person in einem offenen Gespräch. Im April 2004 erschien die letzte der insgesamt 11 Ausgaben der Zeitschrift.
In Hamburg verlegte er ab 1993 eine kostenlose Veranstaltungszeitschrift (Sonic Press). Zwischenzeitlich arbeitete er auch im Musik-Business für Alfred Hilsberg.
2003 wirkte er für sechs Ausgaben als Chefredakteur des WOM-Journals.
Als freier Journalist veröffentlichte Max Dax hauptsächlich im Feuilleton der Welt am Sonntag und der taz.
Von 2007 bis 2010 war Max Dax Chefredakteur der Musik- und Kulturzeitschrift Spex. Nach der Verlegung des Redaktionssitzes von Köln nach Berlin knüpfte Max Dax an die popkulturelle Traditionslinie der Spex aus den 1980er und 1990er Jahren an. In zweimonatlicher Erscheinungsweise werden Themen aus Musik und Kunst in einem erweiterten Diskurszusammenhang kontextualisiert und präsentiert. In einem Interview mit der taz charakterisierte Max Dax, kurz nachdem er zum neuen Chefredakteur ernannt worden war, die Tradition der Spex folgendermaßen: „politischer Mut, ein klares Auftreten in Wort, Bild und Gestaltung, ein Bekenntnis zu einer politischen und kulturellen Avantgarde in Musik, moderner Kunst, Fashion, Fotografie, Kino und Literatur“. Sein Verständnis von den Aufgaben und Funktionen der Zeitschrift hatte er 2005 bereits, zum 25-jährigen Bestehen der Zeitschrift, in einem „Nachruf auf die Bibel des Popjournalismus“ in der Welt am Sonntag dargelegt. Im Oktober 2010 gab er den Posten des Chefredakteurs auf. Ihn ersetzte eine Doppelspitze aus den Redakteuren Jan Kedves und Wibke Wetzker.
Seit April 2011 betreut Max Dax als Chefredakteur das Print-Magazin Electronic Beats, ein Corporate-Publishing-Magazin der Deutschen Telekom. 2013 veröffentlichte er zusammen mit der Journalistin Anne Waak das Buch Spex. Das Buch. 33 1/3 Jahre Pop, mit ausgewählten Texten aus der Spex, die die Veränderung der Sprache des Musikjournalismus dokumentieren. 2019 kuratierte er die Ausstellung „Hyper! A Journey into Art and Music“ in den Deichtorhallen Hamburg.
Max Dax ist Mit-Betreiber der Grafikagentur Minus – Agentur für visuelle Konzepte in Berlin.

## Veröffentlichungen
- Mit Johannes Beck: The Life and Music of Nick Cave. An Illustrated Biography. Berlin: Die Gestalten Verlag, 2000. 174 S. ISBN 3-931126-27-7
- Mit Robert Defcon: Nur was nicht ist ist möglich. Die Geschichte der Einstürzenden Neubauten. Berlin: Bosworth, 2006. 320 S. ISBN 3-86543-287-5
- Fotograf des Bildbandes Palermo – La citta e la musica. Hamburg: Edel Classics, 2007. 120 S. ISBN 978-3-937406-96-1
- Fotograf des Bildbandes Napoli – La citta e la musica. Hamburg: Edel Classics, 2008. 120 S. ISBN 978-3-940004-12-3
- Contemporary Album Cover Design. Die schönsten und innovativsten Plattencover. Hamburg: Rockbuch Verlag [edel entertainment], 2008. 108 S. ISBN 978-3-927638-50-1
- Dreißig Gespräche. Frankfurt/M.: Suhrkamp Verlag, 2008. 330 S. ISBN 978-3-518-12558-8
- Mit Anne Waak: Spex. Das Buch. 33 1/3 Jahre Pop, AV – Die Anderen Verlage, 2013, ISBN 978-3-8493-0033-3.
- Dissonanz. Ein austauschbares Jahr. Berlin: Merve Verlag 2021, 356 S., ISBN 978-3-88396-291-7.
- „Was ich sah, war die freie Welt“. 24 Gespräche über die Vorstellungskraft. Berlin: Kanon Verlag, 2022. 304 S. ISBN 978-3-98568-029-0.